# Championnat de Brunei de football 2007-2008
Navigation
Saison précédente Saison suivante
La saison 2007-2008 du Championnat de Brunei de football est la cinquième édition du championnat national de première division à Brunei. Les douze meilleurs clubs du pays sont regroupés au sein d'une poule unique où ils s'affrontent à deux reprises. En fin de saison, les deux derniers du classement sont relégués tandis que le 10e doit disputer un barrage de promotion-relégation.
C'est le QAF FC, tenant du titre, qui remporte à nouveau la compétition, après avoir terminé en tête du classement final, avec deux points d'avance sur MS ABDB. C'est le second titre de champion du Brunei de l'histoire du club.
Une nouvelle fois, la fédération décide en fin de saison de modifier le format du championnat et de le refaire passer à dix équipes, ce qui entraîne la relégation de March United, qui devait à l'origine participer au barrage de promotion-relégation.

## Les clubs participants
- QAF FC
- NBT Berakas FC
- AH United FC
- Jerudong Football Club
- March United FC - Promu de D2
- Kasuka Football Club
- Wijaya United
- Indera Football Club
- MS ABDB
- Majra Football Club - Promu de D2
- Sengkurong FC - Promu de D2
- Brunei Shell FC - Promu de D2

## Compétition

### Classement
Le classement est établi sur le barème de points classique (victoire à 3 points, match nul à 1, défaite à 0).
| Rang | Équipe               | Pts | J  | G  | N | P  | Bp | Bc | Diff |
| ---- | -------------------- | --- | -- | -- | - | -- | -- | -- | ---- |
| 1    | QAF FCT              | 55  | 20 | 18 | 1 | 1  | 77 | 17 | +60  |
| 2    | MS ABDBC             | 53  | 20 | 17 | 2 | 1  | 77 | 13 | +64  |
| 3    | Majra Football ClubP | 31  | 20 | 9  | 4 | 7  | 42 | 37 | +5   |
| 4    | Jerudong FC          | 31  | 20 | 9  | 4 | 7  | 41 | 44 | -3   |
| 5    | Wijaya United        | 27  | 20 | 8  | 3 | 9  | 38 | 43 | -5   |
| 6    | AH United            | 24  | 20 | 7  | 3 | 10 | 35 | 37 | -2   |
| 7    | NBT Berakas FC       | 24  | 20 | 7  | 3 | 10 | 34 | 40 | -6   |
| 8    | Indera FC            | 24  | 20 | 7  | 3 | 10 | 35 | 46 | -11  |
| 9    | Brunei Shell FCP     | 21  | 20 | 7  | 0 | 13 | 23 | 48 | -25  |
| 10   | March United FCP     | 15  | 20 | 5  | 0 | 15 | 34 | 65 | -31  |
| 11   | Sengkurong FCP       | 13  | 20 | 4  | 1 | 15 | 22 | 68 | -46  |
|      | Kasuka FC Abandon    | 5   | 18 | 1  | 2 | 15 | 15 | 64 | -49  |

|  | Champion de Brunei 2007-2008                                                 |
|  | Relégation directe en deuxième division                                      |
|  | Abandon en cours de compétition                                              |
|  | T : Tenant du titre C : Vainqueur de la Coupe de Brunei P : Club promu de D2 |

## Bilan de la saison
| Championnat de Brunei de football 2007-2008 |                   |
| Champion                                    | QAF FC (2e titre) |
| Coupes et trophées                          |                   |
| Vainqueur de la Coupe de Brunei 2007-2008   | MS ABDB           |
| Qualifications continentales                |                   |
| Coupe du président de l'AFC 2009            | Aucun             |
| Promotions et relégations                   |                   |
| Promus en B-League                          | AM Gunners FC     |
| Relégués en Premier-II                      | March United FC   |
| Relégués en Premier-II                      | Sengkurong FC     |
| Relégués en Premier-II                      | Kasuka FC         |